# 청량산 (인천)
청량산(淸凉山)은 인천광역시 연수구에 위치한 산이며, 높이는 해발 172m이다.
별칭은 청룡산, 청능산, 척량산이며, 한때 예전의 iTV의 중계소도 설치되어 있다.

## 유래
동국여지승람에 따르면 이 산의 경관이 수려하여 청량산이라는 이름이 붙었다고 한다. 이 이름을 지은 사람은 고려 시대 당시 공민왕의 왕사였던 나옹이라고 전해져 오고 있다.

## 기본 정보
- 위치 : 인천광역시 연수구 옥련동, 청학동, 동춘동 일원
- 면적 : 657,000m2
- 주변 관광지 : 송도유원지, 인천상륙작전기념관, 인천시립박물관
- 주변 사찰 : 호불사, 관음사, 흥륜사, 미륵대도
- 주변 문화재 : 청량산 외국인 묘지
- 주변 호텔 : 송도관광호텔, 송도비치호텔, 산그리라호텔 등

## 조망권
이 산은 연수구 일대와 송도신도시를 한눈에 쉽게 조망이 가능하다. 또한 맑은 날에는 영종도와 인천대교, 경기도 시흥시는 물론 시화호나 대부도까지 조망 가능하다.

## 같이 보기
- 한국의 산
- 문학산
- 인천상륙작전기념관
- 송도유원지